# Bolvormige koe
De bolvormige koe (Engels: spherical cow) is een humoristische metafoor voor sterk vereenvoudigde wetenschappelijke modellen. Het vertegenwoordigt het idee dat theoretisch natuurkundigen een probleem vaak reduceren tot de eenvoudigste vorm die ze zich kunnen voorstellen om berekeningen te vergemakkelijken, hoewel een dergelijke vereenvoudiging de toepassing van het model op de werkelijkheid kan belemmeren. 
De uitdrukking komt voort uit een grap die de versimpelende aannames bespot die soms worden gebruikt in de theoretische natuurkunde.
Het bestaat in veel varianten, waaronder een grap over een natuurkundige die zei dat hij de winnaar van iedere race kon voorspellen, op voorwaarde dat het bolvormige paarden betrof die door een vacuüm bewegen, of over een theoretisch natuurkundige wiens oplossing voor problemen bij een pluimveebedrijf begon met: "Stel dat een bolvormige kip..."

## Verwijzingen in de wetenschap
Alan Turing beweerde in zijn artikel uit 1952, "The Chemical Basis of Morphogenesis", dat "een systeem met bolvormige symmetrie, waarvan de toestand verandert vanwege chemische reacties en diffusie [...] niet kan resulteren in een organisme zoals een paard, dat niet bolvormig symmetrisch is."

## In popcultuur
- Consider a Spherical Cow is de titel van een boek uit 1988 over probleemoplossing met behulp van vereenvoudigde modellen.[9]
- "Spherical Cow" werd gekozen als codenaam voor de Fedora 18 Linux-distributie . [10]
- In een aflevering van de sitcom The Big Bang Theory wordt de grap verteld door Dr. Leonard Hofstadter waarbij "bolvormige kippen in een vacuüm" worden vermeld.[11]

## Verwijzingen
Dit artikel of een eerdere versie ervan is een (gedeeltelijke) vertaling van het artikel Spherical cow op de Engelstalige Wikipedia, dat onder de licentie Creative Commons Naamsvermelding/Gelijk delen valt. Zie de bewerkingsgeschiedenis aldaar.
1. ↑  Shelton, Robin, Spherical Cows. Gearchiveerd op 9 October 1999.
2. ↑  "The Sacred Spherical Cows of Physics". Gearchiveerd op 11 juni 2020. Geraadpleegd op 5 juli 2023.
3. ↑  Washington Post: "The Coase Theorem"
4. ↑  Kirkman, T. W., Spherical Cow: A Simple Model. Statistics to Use (1996). Geraadpleegd op 19 februari 2007.
5. ↑  Hefley, Bill (1 February 2008). Service science, management and engineering: education for the 21st century. Springer, p. 80. ISBN 978-0-387-76577-8. Geraadpleegd op 28 september 2011.
6. ↑  Birattari, Mauro (15 april 2009). Tuning Metaheuristics: A Machine Learning Perspective. Springer, 183–184. ISBN 978-3-642-00482-7. Geraadpleegd op 1 september 2012.
7. ↑  Stellman, Steven, A Spherical Chicken. Geraadpleegd op 18 februari 2017.
8. ↑  Turing, A. M. (1952). The Chemical Basis of Morphogenesis. Philosophical Transactions of the Royal Society of London B 237 (641): 37–72. DOI: 10.1098/rstb.1952.0012.
9. ↑  "Consider a Spherical Cow" University Science Books. Gearchiveerd op 3 augustus 2020. Geraadpleegd op 5 juli 2023.
10. ↑  Fedora 18 Is Codenamed The Spherical Cow. phoronix.com (2012). Geraadpleegd op 11 mei 2012.
11. ↑  Huva, Amy, When Nerds go Viral. Vancouver Observer. Gearchiveerd op 15 augustus 2016. Geraadpleegd op 6 May 2014.